# Acrotriche ramiflora
Acrotriche ramiflora är en ljungväxtart som beskrevs av Robert Brown. Acrotriche ramiflora ingår i släktet Acrotriche och familjen ljungväxter. Inga underarter finns listade i Catalogue of Life.